# Carter Bays

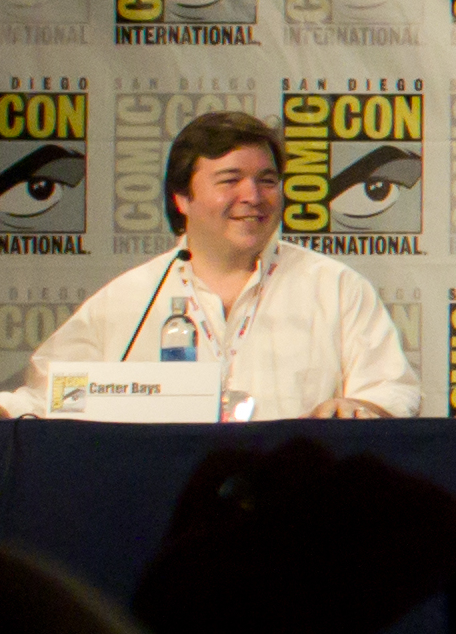
Carter Bays (2013)

Carter Bays (* 12. August 1975 in Shaker Heights, Ohio) ist ein US-amerikanischer Drehbuchautor und Fernsehproduzent. Zusammen mit Craig Thomas kreierte er die US-amerikanische Sitcom How I Met Your Mother, dessen Figuren Ted, Marshall und Lily, Craig Thomas, Bays selbst sowie dessen Ehefrau darstellen. 

## Leben
Bays größter Erfolg ist How I Met Your Mother. Zusammen mit Thomas kreierte er die Sitcom und produziert sie ebenfalls mit. Bays und Thomas sind auch maßgeblich an der Gestaltung der Drehbücher beteiligt. 2012 gewann er mit How I Met Your Mother einen People’s Choice Award für die beste Sitcom. 
Zudem war Bays auch für andere Fernsehshows wie Late Night with David Letterman, Oliver Beene und American Dad als Autor tätig.
Bays ist zudem Gitarrist und Sänger der Band The Solids, deren Song Hey Beautiful der Titelsong von How I Met Your Mother ist.
Bays lebt gemeinsam mit seiner Ehefrau Denise Cox in Los Angeles. Sie haben zwei gemeinsame Töchter. Bays studierte bis 1997 an der Wesleyan University.